# Storm (singel SuRie)
Storm – singel brytyjskiej piosenkarki SuRie, wydany cyfrowo 7 marca 2018. Utwór napisali i skomponowali Nicole Blair, Gil Lewis oraz Sean Hargreaves. Singel reprezentował Wielką Brytanię w 63. Konkursie Piosenki Eurowizji w Lizbonie.
Singel dotarł do 50. miejsca na brytyjskiej liście UK Singles Chart, a także do 13. pozycji w szkockim zestawieniu Scottish Singles and Albums Charts.

## Konkurs Piosenki Eurowizji
Na początku stycznia 2018 utwór zakwalifikowano jako jedną z sześciu kompozycji biorących udział w brytyjskich eliminacjach eurowizyjnych Eurovision: You Decide, a za jego wykonanie odpowiadała SuRie. 7 lutego 2018 utwór został zaprezentowany w finale selekcji i zajął pierwsze miejsce, dzięki czemu został wybrany jako kompozycja reprezentująca Wielką Brytanię w 63. Konkursie Piosenki Eurowizji, organizowanym w Lizbonie. 12 maja 2018 piosenkarka wykonała go w finale konkursu jako dziewiąta w kolejności i zajęła ostatecznie dwudzieste czwarte miejsce po zdobyciu 48 punktów, w tym 25 punktów od telewidzów (20. miejsce) i 23 pkt od jurorów (23. miejsce). W trakcie prezentacji utworu, na scenę wtargnął mężczyzna, który wyrwał piosenkarce mikrofon z ręki i zaczął wykrzykiwać słowa sprzeciwu wobec Brexitu: „Do nazistów z brytyjskich mediów – domagamy się wolności”. Choć z tego powodu istniała możliwość wykonania utworu ponownie, wokalistka odrzuciła taką propozycję, będąc usatysfakcjonowaną z przebiegu swojego występu.
8 maja 2020 utwór został zaprezentowany przez wokalistkę w projekcie Eurovision Home Concerts.

## Teledysk
7 marca 2018 teledysk do utworu został opublikowany w serwisie YouTube na kanale „Eurovision Song Contest”.

## Wersje singla
Utwór został wydany cyfrowo jako singel 7 marca 2018. Singel doczekał się także wersji instrumentalnej (wydanej również 7 marca 2018), zremiksowanej (wydanej 9 kwietnia 2018, jako 7th Heaven Club Mix), a także akustycznej (wydanej 23 kwietnia 2018). 

## Lista utworów
- Digital download

1. „Storm” – 2:57[1]
2. „Storm” (Instrumental) – 2:57[11]
3. „Storm” (7th Heaven Club Mix) – 6:52[12]
4. „Storm” (Acoustic) – 2:35[13]

## Notowania
Singel dotarł do 50. miejsca na liście UK Singles Chart w Wielkiej Brytanii, a także do 13. pozycji w zestawieniu Scottish Singles and Albums Charts w Szkocji.
| Kraj            | Notowanie (2018)                   | Najwyższa pozycja |
| --------------- | ---------------------------------- | ----------------- |
| Wielka Brytania | UK Singles Chart                   | 50                |
| Szkocja         | Scottish Singles and Albums Charts | 13                |